# جيمس بوك
جيمس نوكس بوك (بالإنجليزية: James K. Polk) (2 نوفمبر 1795 - 15 يونيو 1849) هو الرئيس الحادي عشر للولايات المتحدة (1845-1849). ولد بوك في مقاطعة مكلنبورغ في ولاية كارولينا الشمالية. وعاش لاحقا في ولاية تينيسي ومثلها نيابيا. كان بوك ديمقراطيا وكان الرئيس الثالث عشر لمجلس النواب (1835-1839) – وهو الرئيس الوحيد الذي شغل منصب رئيس مجلس النواب وأول اثنين (الآخر كان أندرو جونسون) تولى منصب حاكم ولاية تينيسي (1839 -41). كان بولك المرشح المفاجأة (الحصان الأسود) للرئاسة في عام 1844، وهزم هنري كلاي من حزب اليمين المنافس وذلك بأن وعد بضم جمهورية تكساس. كان بولك زعيم الديمقراطية الجاكسونية خلال نظام الطرف الثاني.
غالبا ما يعتبر بولك آخر رئيس قوي قبل الحرب الأهلية، وذلك بعد أن وفي خلال السنوات الأربع قضاها في منصبه كل الأهداف والوعود الرئيسية في السياسة الداخلية والخارجية والتي وعد بها خلال حملته الانتخابية وإدارته. عندما رفضت المكسيك عملية ضم الولايات المتحدة لتكساس (التي اعتبرتها المكسيك جزء من أراضيها رغم أنها فقدتها في ثورة عام 1836)، قاد بولك الأمة لنصر كاسح في الحرب المكسيكية الأمريكية، والتي انتهت بتنازل المكسيك عن مساحة كبيرة والتي تشكل الآن جنوب غرب الولايات المتحدة. كما عمل على خفض معدلات الرسوم الجمركية باستبدال «تعرفة بلاك» بتعرفة ووكر في عام 1846، والتي أرضت ولايات الجنوب التي لا تعتمد على الصناعة وذلك بتقليل التكلفة على السلع المستوردة والمحلية. كما هدد بالحرب مع المملكة المتحدة حول قضية ملكية أرض أوريغون، تم التوصل إلى تسوية قامت بموجبها بريطانيا ببيع جزء من الأرض والتي أصبحت إقليم أوريغون. بالإضافة إلى ذلك، فقد قام ببناء نظام خزانة مستقل والذي استمر حتى عام 1913، وأشرف على افتتاح الأكاديمية البحرية الأمريكية ومعهد سميثسونيان، ووضع حجر الأساس لنصب واشنطن، وإصدار أول طابع بريد في الولايات المتحدة.
تعهد بوك في حملته أن يبقى لفترة رئاسية واحدة فقط، ووفى بوعده وغادر البيت الأبيض وعاد إلى تينيسي في مارس 1849. وتوفي بسبب الكوليرا بعد ثلاثة أشهر.
يصنفه الباحثون في موقع إيجابي على قوائم أعظم الرؤساء لمقدرته على تشجيع العامة لجميع البنود في جدوله الرئاسي، كما نال الدعم على هذه البنود وتمكن من تحقيقها.

## بداية حياته
وُلد جيمس نوكس بوك في 2 نوفمبر 1795 في كوخ خشبي في بينفيل، كارولاينا الشمالية. وهو أكبر أخ من بين 10 إخوة وسط عائلة من المزارعين. سمته أمه جين بهذا الاسم تيمنًا بوالدها جيمس نوكس. كان والده، صموئيل بوك، مزارعًا، ومالكًا للعبيد، ومسّاحًا من أصول اسكتلندية أيرلندية. هاجرت عائلة بوك إلى أمريكا في أواخر العقد 1600 واستوطنوا الشاطئ الشرقي لماريلاند في البداية ثم انتقلوا لاحقًا إلى بنسلفانيا الجنوبية الوسطى، ومن ثم إلى بلدة كارولاينا هيل.
كانت كلٌ من عائلة نوكس وعائلة بوك تتبع مذهب المشيخية. رغم أن والدة بوك كانت تخلص في اتباعها المشيخية، رفض والده مذهب المشيخية الدوغمائية، وكان جده إيزكيل بوك ربوبيًا. رفض والد جيمس أن يعلن إيمانه بالمسيحية في معمودية ابنه، ورفض الكاهن أن يعمّد جيمس وهو صغير. ورغم ذلك أصرت والدة جيمس على «فرض أرثوذوكسيتها المتحجرة على جيمس، وغرس الصفات الكالفينية فيه مثل انضباط النفس، والعمل الدؤوب، والورع، والفردية، وإدراك نواقص طبيعة الإنسان» على حد قول جيمس راولي في مقالة موسوعة السير الأمريكية الوطنية.
في عام 1803 قاد إيزكيل بوك أربعة من أولاده الكبار وعائلاتهم للعيش في منطقة نهر داك فيما يعرف حاليًا بمقاطعة ماوري في تينيسي، وتبعهم صموئيل بوك وعائلته في عام 1806. هيمنت عشيرة بوك على الساحة السياسية في مقاطعة ماوري وفي مدينة كولومبيا الجديدة. أصبح صموئيل قاضيًا في المقاطعة، وزاره الرئيس أندرو جاكسون الذي كان قاضيًا بالفعل وعضوًا في الكونغرس. تعلم جيمس السياسة من النقاشات السياسية على مائدة الغداء. كان كلٌ من صموئيل وجيمس مؤيدًا للرئيس توماس جيفرسون بشدة ومعارضًا للحزب الفيدرالي.
عانى بوك من الهزال في فترة طفولته مما شكّل أمامه عائقًا في مجتمع الغرب الأمريكي القديم. أحضره والده إلى طبيب فيلاديلفيا البارز، فيليب سينغ فيزيك، لعلاج الحصوات المثانية. توقفت الرحلة إلى الطبيب عندما أُصيب بوك بألم شديد، وتكفل الطبيب إفرايم مكدويل من دانفيل، كنتاكي بإزالة الحصوات جراحيًا. كان البراندي المخدر الوحيد المتاح في ذلك الوقت. ورغم ذلك تمت الجراحة بنجاح، ولكن من المحتمل أنها أصابت جيمس بالعجز أو بالعقم، إذ أنه لم ينجب على الإطلاق. وتحسنت حالته بسرعة واستعاد قوته. ثم عرض عليه والده عملًا في إحدى أعماله، ولكنه كان يرغب في التعلم، والتحق بالأكاديمية المشيخية في عام 1813. ثم صار عضوًا في كنيسة صهيون بالقرب من منزله عام 1813، والتحق بأكاديمية كنيسة صهيون. وبعدها التحق بأكاديمية برادلي في مورفريسبورو حيث أثبت تفوقه العلمي.
وفي يناير 1816 التحق بوك بجامعة كارولاينا الشمالية في تشابيل هيل بصفته طالبًا في السنة الثانية، الفصل الثاني. كانت عائلة بوك على صلة ببعض أفراد الجامعة التي كانت حينها مدرسة صغيرة تسع 80 طالبًا فقط، إذ كان صموئيل وكيل أرض الجامعة في تينيسي وكان ابن عمه ويليام بوك وصيًا عليها. كان ويليام دن موزلي (أول حاكم لولاية فلوريدا) زميلًا لبوك في سكنه. انضم بوك إلى جمعية النقاش في الجامعة حيث شارك في المناظرات، وتعلم فن الخطابة، ثم صار رئيسًا لتلك الجمعية. وفي إحدى خطاباته حذر بوك من أن بعض الزعماء الأمريكيين يمدحون مثاليات الحكم الملكي، وخص بالذكر ألكساندر هاميلتون؛ أحد خصوم جيفرسون. تخرج بوك بمرتبة الشرف في مايو 1818.
عاد بوك بعد تخرجه إلى ناشفيل، تينيسي لدراسة القانون تحت إشراف محامي الادعاء المشهور، فيليكس غراندي، الذي صار أول مرشدًا له. وفي 20 سبتمبر 1819 انتُخب بوك ليكون كاتب مجلس شيوخ تينيسي. وفي عام 1821 اُنتخب كاتبًا من جديد دون أن يواجه أي معارضة واحتفظ بمنصبه حتى عام 1822. وفي يونيو 1820 حصل بوك على رخصة مزاولة المحاماة في تينيسي. دافع بوك في أول قضية يتولاها عن أبيه ضد دعوى هجوم جماعية، ونجح في تأمين إطلاق سراحه مقابل غرامة قدرها دولار واحد. ثم افتتح مكتب محاماة في مقاطعة ماوري وصار محاميًا ناجحًا بفضل عدد الدعاوي القضائية الهائل إزاء الكساد الاقتصادي في عام 1819. قدمت مهنة القانون الدعم المالي لمسيرة بوك السياسية.

## انجازاته
اثناء حملته الانتخابية وعد بتوسيع الولايات المتحدة غرباً وضم إقليم أوريغون لإنهاء نزاع الحدودي مع بريطانيا. وبعد فوزه في انتخابات الرئاسية ضم تكساس إلى اتحاد في 1845 . قام بولك بضغط على بريطانيا لحل نزاع الحدودي على أوريغون حيث كان إقليم أوريغون منذ عام 1818 تحت احتلال مشترك من بريطانيين والأمريكيين. أرد بوك ضم أوريغون كلها حيث كان إقليم أوريغون يشمل أوريغون وواشنطن وكولومبيا البريطانية وأيداهو وأجزاء من مونتانا ووايومنغ.. انتهى النزاع بين البلدين بتوقيع معاهدة أوريغون في واشنطن دي سي عام 1846 . والتي نصت معاهدة على ضم اقليم أوريغون كلها للولايات المتحدة باستثناء جزيرة فانكوفر .رفضت المكسيك انضمام تكساس إلى الاتحاد الأمريكي ورفضت دفع تعويضات للمواطنين الأمريكيين. أعلن الكونغرس الأمريكي الحرب على المكسيك عام 1846 بينما المكسيك اعلنت الحرب في 23 مايو. استمرت الحرب حتى عام 1848 وذلك بعد ان استولى الجنرال وينفليد سكوت وقواته على مكسيكو سيتي .وقعت المكسيك معاهدة جوادالوبي هيدالجو بموجب تتنازل المكسيك عن كاليفورنيا ونيومكسيكو ونيفادا ويوتا وأريزونا وجزء من أراضي كولورادو ووايومنغ مقابل 15 مليون دولار. تعتبر الحرب الأمريكية المكسيكية من أهم إنجازات بولك والذي نجح في توسيع البلاد إلى المحيط الهادي رغم انتقاد الحزب اليميني ومكافحيين الرق لسياسته التوسعية. ومن إنجازات الرئيس بولك أنشاء نظام الخزانة المستقلة والغى عقوبة الإعدام وهو من وضع حجر الأساس لنصب واشنطن التذكاري . أراد أيضا شراء كوبا من الإسبان بقيمة 100 مليون دولار. لكن إسبانيا رفضت بسبب تزايد أرباح الإسبان من حقول قصب السكر في كوبا. توفي جيمس بولك 15 يونيو بسبب إصابته بمرض كوليرا وذلك بعد ثلاثة أشهر من انتهى فترة رئاسته ودفن في مدينة ناشفيل بولاية تينيسي 1849.